# Yuki Matsubara
Yuki Matsubara (松原 優吉 Matsubara Yuki?), född 5 september 1988 i Wakayama prefektur, är en japansk fotbollsspelare.
Matsubara började sin karriär 2011 i Kataller Toyama. 2013 flyttade han till AC Nagano Parceiro. Han spelade 165 ligamatcher för klubben. Han gick tillbaka till Kataller Toyama 2020.